# Recurso hídrico

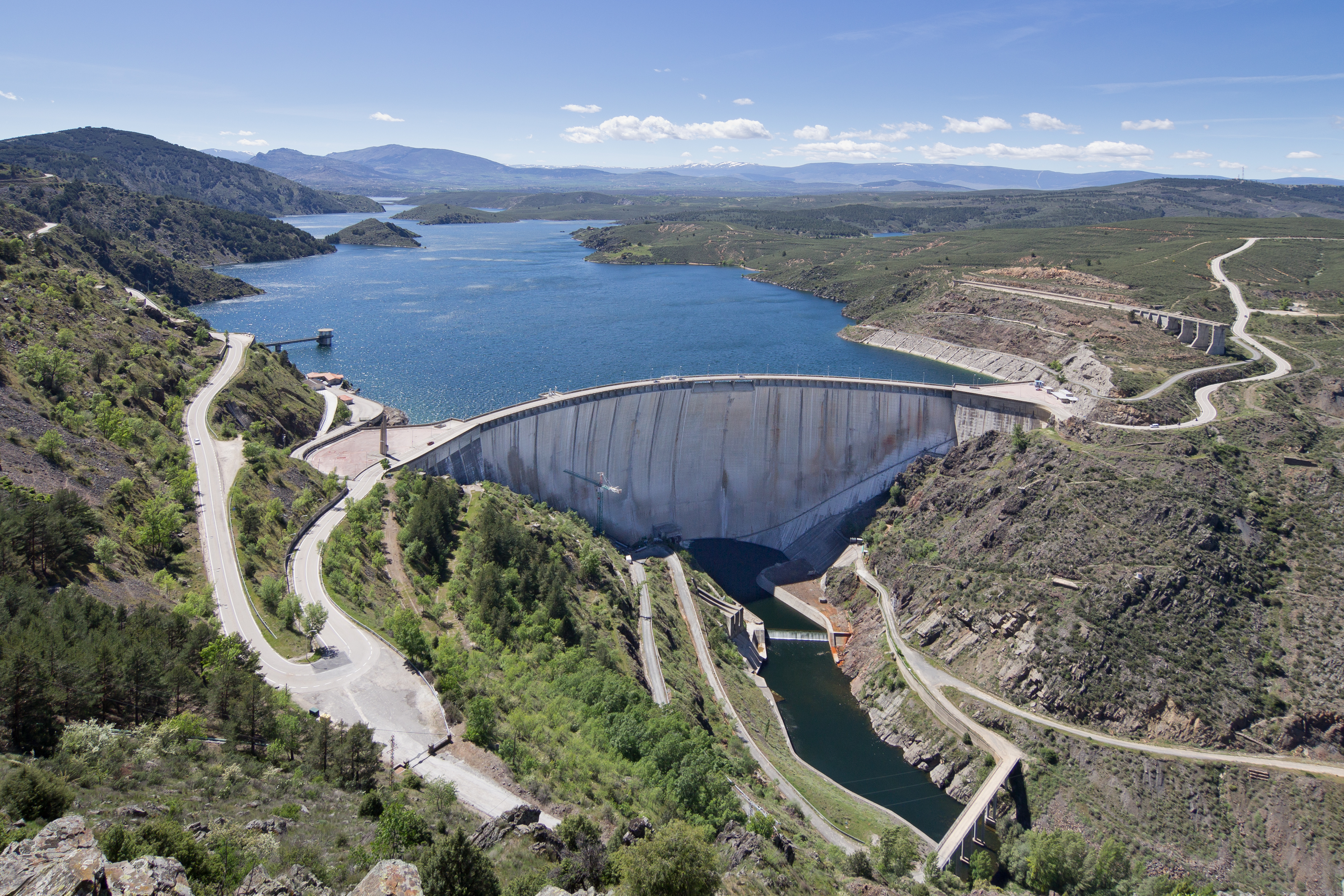
Presa y embalse de El Atazar, utilizado para el suministro de agua a Madrid

Se denominan recursos hídricos  a la totalidad del agua disponible o  potencialmente disponible,  en  cantidad  y  calidad  suficientes,  en  un  lugar  y  en  un  período  de  tiempo  dados,  apropiados    para    satisfacer    una    demanda    identificable. Frecuentemente, este término se utiliza en relación con el agua dulce fácilmente accesible, independientemente del  estado físico en que se encuentre, líquida o sólida, que pueda ser utilizada por el ser humano para satisfacer alguna necesidad, como el suministro de agua potable a la población, regadío o producción de energía. En un sentido más general, el concepto de recursos hídricos, se refiere a cualquier tipo de agua productiva o directamente vinculada a un uso o aprovechamiento, por lo que en este caso, un recurso hídrico sería cualquier cuerpo de agua existente en el planeta desde los océanos hasta los ríos pasando por los lagos, los arroyos y las lagunas.  A veces se habla de recurso hídrico o de recurso hidráulico en el mismo sentido.

## Introducción
En los últimos años la humanidad se ha concienciado de la necesidad imperativa de preservar los '''recursos hídricos''', evitando los desperdicios y sobre todo evitando la contaminación de los mismos. Se está muy lejos todavía de alcanzar un uso racional de estos recursos naturales que si bien son, en parte, renovables, se corre el peligro de que el incremento de su uso y la contaminación superen la capacidad auto regeneradora de los mismos. EL AGUA es esencial para la supervivencia y el bienestar humanos, y es importante para muchos sectores de la economía. Los recursos hídricos se encuentran repartidos de manera desigual en el espacio y el tiempo, y sometidos a presión debido a las actividades humanas. 
Como ya se sabe, dos tercios de la superficie terrestre está sumergida y la mayor parte, alrededor del 97% del total se encuentra contenida en los mares y océanos, es decir, se trata de agua salada  cuyo aprovechamiento requiere de actividades adicionales como la desalinización.  El resto, alrededor del 3% del agua del planeta es agua dulce; si bien, no es fácilmente accesible, ya que en su mayor parte se encuentra en los casquetes polares o en los glaciares y solamente una pequeña parte del total, alrededor del 0,5% se encuentra en ríos y lagos; es decir, se trata de agua dulce superficial disponible para su aprovechamiento directo como recurso hídrico, aunque hay que decir, que dicha agua no se distribuye de forma homogénea, ya que la cantidad y la disposición de los recursos hídricos varía enormemente dependiendo de la región geográfica. La distribución del agua dulce disponible para el consumo humano es muy variable de región a región. En el extremo más crítico, en algunas partes del Medio Oriente, las disponibilidades están en torno a 136 litros por habitante y por día. En el otro extremo, en zonas húmedas y poco pobladas la disponibilidad supera los 274 m³ por habitante y por día. Por último, mientras que en algunos lugares los recursos hídricos se malgastan, en otros resulta un bien particularmente escaso. Además, existen distintos agentes y actividades contaminantes que atentan contra la preservación del agua, y que requieren de medidas constantes para mantenerlas a raya.

## Definición
Los recursos hídricos son definidos por la UNESCO, como:

Recursos disponibles o potencialmente disponibles, en cantidad y calidad suficientes, en un lugar y en un período de tiempo apropiados para satisfacer una demanda identificable.
Glosario Hidrológico Internacional de la UNESCO 

Los recursos hídricos se constituyen en uno de los recursos naturales renovables más importantes para la especie humana.
La necesidad de una correcta gestión de los recursos hídricos ha dado pie a un sinnúmero de investigaciones en las más diversas áreas, como:
- la geografía, describiendo la disponibilidad espacial;
- la hidrología, determinando su disponibilidad temporal;
- la hidráulica, estudiando el comportamiento físico del agua.
- la ingeniería, intentando modificar y adaptar la disponibilidad espacial y temporal en función de las necesidades humanas con vistas a su desarrollo, y tratando de conseguir el mayor provecho;
- la ecología, con el fin de reconocer los ecosistemas frágiles, casi siempre relacionados con la presencia o ausencia del agua;
- la administración pública, regulando el uso para el bien común;
- la investigación operacional, compatibilizando usos conflictivos entre sí;
- el derecho, estableciendo y afinando normas y convenios internacionales para el uso del agua en cuencas hidrográficas compartidas por dos o más países;
- la defensa civil, preocupada en el control de eventos catastróficos, muy frecuentemente ligados al agua, cuando hay en exceso, o cuando   escasea.

## Distribución del agua en la Tierra
- Del total del agua existente en la Tierra, según las estimaciones actuales, (2009) aproximadamente el 97.5% se encuentra en los mares y océanos,[nota 1] se trata por lo tanto de agua salada, cuyos usos, sin un delicado y costoso tratamiento, son limitados.
- El agua dulce disponible es, por lo tanto, de tan solo 2.5%. De este 2.5%, el 68.7% se encuentra en los glaciares, principalmente en los casquetes polares, pero también en las altas cumbres nevadas[nota 2]. Otra parte importante de las reservas de "agua dulce", 30.1%, se encuentra en acuíferos subterráneos. El 0.8% se encuentra en el permafrost, el restante 0.4% se encuentra en aguas superficiales y en la atmósfera.
- El 0.4% de agua dulce disponible en las aguas superficiales y en la atmósfera se divide de la siguiente forma:

67.4% se encuentra en lagos;
12.2% en el suelo bajo forma de humedad;
9.5% en la atmósfera;
8.5% en humedales;
1.6% en ríos;
0.8% en plantas y animales.

## Formas de aumentar la disponibilidad de agua dulce
Satisfacer una demanda de agua continua y cada vez mayor requiere esfuerzos para compensar la variabilidad natural y mejorar la calidad y la cantidad del agua disponible.

### Captación de agua de lluvia
La captación del agua de lluvia es una práctica que se conoce y aplica desde hace milenios, en muchas partes del mundo. 
Actualmente se utiliza, por ejemplo en Asia, para recargar los acuíferos sobreexplotados.
En algunos lugares, como por ejemplo en zonas con aguas contaminadas ya sea por causas naturales o por actividades mineras, como en el Altiplano boliviano, deben recurrir a la captación de aguas de lluvia para disponer de un agua de calidad aceptable para la ingesta humana.

### Recarga de acuíferos
Los acuíferos sobre explotados hacen que las instalaciones que se basan en su aprovechamiento, como pozos, estaciones de bombeo y otras estructuras costosas corren el peligro de quedar fuera de servicio prematuramente. En estos casos las inversiones destinadas a recargar los acuíferos pueden ser muy convenientes desde el punto de vista económico. 
La recarga de acuíferos en zonas costera puede contener la intrusión salina.
El agua para la recarga de los acuíferos puede ser de origen pluvial, almacenando el agua de lluvia en depresiones en suelos con alta permeabilidad; puede ser de origen superficial, aprovechando exceso de agua que se produce durante las avenidas; e incluso puede utilizarse aguas servidas, después de un adecuado tratamiento, considerando que la filtración a través de un suelo no saturado se comporta como un filtro aeróbico.
Reconducir las aguas superficiales bajo tierra puede ayudar a reducir las pérdidas por evaporación, compensar las variaciones en el caudal, y, en muchos casos, mejorar la calidad del agua. Algunas regiones de Oriente Medio y del Mediterráneo aplican esta estrategia.

### Embalses
Las represas y los embalses se construyen para almacenar agua diversos usos como riego y abastecimiento de agua potable. Además, las presas pueden proporcionar electricidad y ayudar a controlar las inundaciones, aunque también pueden tener impactos sociales y medioambientales no deseados.
Los embalses, al igual que los acuíferos, funcionan regularizando los caudales naturales, almacenando agua en los períodos de abundancia para ser usados en los meses cuando hay menores aflujos naturales.

### Trasvase de cuencas
El trasvase de agua entre cuencas fluviales también puede ayudar a mitigar los problemas de escasez de agua. China, por ejemplo, dispone ya de grandes conexiones entre cuencas, y planea realizar más. 
Otro ejemplo lo tenemos en la costa peruana desértica, donde se han implementado varios proyectos de riego utilizando agua precipitada en el versaste oriental de los Andes 
Se debe vigilar estrechamente el impacto humano y medioambiental de estos proyectos.

### Reutilización de aguas servidas
En muchos países, especialmente en Oriente Medio, se están reutilizando las aguas residuales para diferentes propósitos, y se espera que esta práctica se popularice. A escala mundial, el agua no potable se utiliza para el riego y la refrigeración industrial. Las ciudades también están recurriendo a la reutilización de agua para completar el abastecimiento de agua potable, aprovechando los avances en el tratamiento de las aguas.
Dependiendo del uso que se le piense dar a las aguas servidas deberán considerarse tratamientos previos.

### Desalinización de aguas saladas o salobres
El agua desalada (agua de mar o salobre transformada en agua dulce) se usa en las ciudades y en la industria, especialmente en Oriente Medio. El coste de esta técnica ha disminuido notablemente, pero depende mucho de la energía producida a partir de combustibles fósiles y, por tanto, plantea la cuestión de la gestión de los residuos y del cambio climático.

## Uso consuntivo del agua
Es el uso del agua que no se devuelve en forma inmediata al ciclo del agua. Por ejemplo, el riego es un uso consuntivo, mientras que la generación de energía eléctrica mediante el turbinado del agua de un río, si la descarga es en el mismo río no es un uso consuntivo.
En agricultura, el uso consuntivo es el agua que se evapora del suelo, el agua que transpiran las plantas y el agua que constituye el tejido de las plantas. Es la cantidad de agua que debe aplicarse a un cultivo para que económicamente sea rentable, se expresa en mm/día.
Como ejemplo de uso no consuntivo puede considerarse la generación de energía eléctrica en las centrales hidroeléctricas. En efecto la central hidroeléctrica, para generar electricidad no consume el agua, simplemente la traslada de una cota más elevada a una cota menor, transformando la energía potencial en energía cinética, y a ésta en energía eléctrica.

## Actividades humanas que pueden afectar los recursos hídricos
Las actividades humanas pueden afectar gravemente los recursos hídricos. Las principales son a través de: la contaminación; la sobreexplotación; el cambio climático; el crecimiento urbano y cambios en el paisaje como la deforestación.
- La contaminación tiene muchas formas de dañar los recursos hídricos. Actividades mal gestionadas como la agricultura, pueden:
  - Contaminar las aguas superficiales y subterráneas con excesos de abonos y pesticidas;
  - Inducir un incremento de la erosión que finalmente llega a los ríos y lagos reduciendo la capacidad de los mismos para transportar y almacenar agua;

La construcción inadecuada de carreteras puede también ocasionar derrumbes que perjudican los cursos naturales de agua, incrementando la sedimentación[./Recurso_hídrico#cite_note-7 [nota 5]] de los mismos.
La descarga de aguas servidas, sin el tratamiento adecuado contamina ríos, arroyos, lagos y las aguas subterráneas limitando severamente su uso posterior.
La contaminación puede dañar los recursos hídricos y los ecosistemas acuáticos. Los principales contaminantes son, por ejemplo, la materia orgánica y los organismos patógenos contenidos en las aguas residuales, los fertilizantes y pesticidas procedentes de las tierras agrícolas, la lluvia ácida provocada por la contaminación del aire, y los metales pesados liberados por las actividades mineras e industriales.
- La sobre explotación de los recursos hídricos, tanto superficial como subterránea, ha tenido efectos catastróficos en varios lugares de la Tierra. Como ejemplos basta recordar la drástica reducción del Mar de Aral y del Lago Chad.

La sobre explotación de las aguas subterráneas no es tan evidente como la de los lagos y los ríos. Hay menos pruebas visuales y los efectos de la extracción excesiva de agua subterránea tardan más en ser apreciables. Durante la segunda mitad del siglo pasado, el bombeo de los acuíferos aumentó a nivel mundial. Sin embargo, a menudo los beneficios (mayores cosechas, por ejemplo) son efímeros y terminan traduciéndose en una disminución del nivel de los acuíferos, en la perforación de pozos más profundos y a veces incluso en el agotamiento de la fuente de agua subterránea.
En las últimas décadas se ha extraído mucha más agua de fuentes subterráneas que en el pasado, sin tener en cuenta la capacidad de recarga de estos acuíferos. Los beneficios de la extracción de aguas subterráneas suelen ser efímeros, mientras que las consecuencias negativas (reducción de los niveles de agua y agotamiento de los recursos, por ejemplo) pueden ser permanentes o tener una duración muy larga en el tiempo.
La sobre explotación de los recursos hídricos es sumamente peligrosa, sobre todo cuando se trata de aguas subterráneas, porque utiliza una parte no renovable de los mismos.
Se está haciendo muy poco para atajar las causas del problema, a pesar de que es conocido desde hace bastante tiempo y existen los medios técnicos para prever estas situaciones y en la mayoría de las veces también existe la posibilidad de revertir las situaciones desastrosas, si bien que son intervenciones que tienen costos elevados.
- El cambio climático, independientemente de considerarse de carácter andrógeno o no, parece aumentar las presiones existentes sobre los recursos hídricos, por ejemplo en las zonas que ya sufren escasez de agua. Los glaciares terrestres y de montaña están retrocediendo más rápidamente en los últimos años. Los fenómenos meteorológicos extremos derivados del calentamiento global, como las tormentas e inundaciones, se volverán probablemente más frecuentes y graves. Sin embargo, basándose en los conocimientos actuales, los científicos solo pueden hacer predicciones generales sobre el impacto del cambio climático sobre los recursos hídricos.[nota 6]